# Lamprotornis albicapillus
El estornino coroniblanco o estornino de corona blanca (Lamprotornis albicapillus) es una especie de ave paseriforme de la familia Sturnidae endémica del Cuerno de África.

## Taxonomía
Fue descrito científicamente por el naturalista inglés Edward Blyth en 1855 como Spreo albicapillus. El término Lamprotornis deriva de las palabras griegas «λαμπροτης» que significa espléndido o brillante y «όρνις, ornis» pájaro. El término albicapillus se compone de las palabras latinas albus para blanco y capillus para corona o pelos de la cabeza.

## Descripción
Los adultos miden entre 23 y 27 cm de longitud. El plumaje es principalmente de color verde metálico opaco, a excepción de la corona, la zona subcaudal, las coberteras inferiores de la cola, las plumas tibiales, los flancos posteriores, las axilares y las coberteras inferiores que son blancas. En las partes inferiores tiene estrechas rayas mesiales blancas parduzcas, ligeramente rayadas en el mentón y la garganta. Tiene el iris blanco y el pico y las patas negras.

## Distribución y hábitat
Su área de distribución se encuentra en África oriental. Se distribuye en el sureste de Yibuti, el sur y este de Etiopía, desde el parque nacional de Yangudi Rassa hasta el sur del lago Chew Bahir, en Somalia y en el noreste de Kenia, desde el este del lago Turkana y el parque nacional de Sibiloi hasta el norte del condado de Mandera. 
Su hábitat son las sabanas secas con arbustos espinosos, matorrales, zonas de cultivo y jardines rurales que se extienden desde tierras bajas y regularmente hasta los 1400 metros de altitud.